# 西伯利亚临时政府 (海参崴)
西伯利亚临时政府（符拉迪沃斯托克）是为一个由白军在符拉迪沃斯托克所建立的临时政府。

## 历史
1917年11月布尔什维克党在彼得格勒夺取政权，随后在1918年1月19日（格里历）清晨，俄国立宪会议被布尔什维克党解散。会议一直由以维克托·切尔诺夫为首的社会革命党（PSR）主导。然而，布尔什维克夺权，反布尔什维克的力量并没因此消散。
1917年12月，托木斯克举行了选举，选出西伯利亚地区杜马，该杜马将在托木斯克召开。由于当时杜马偏向革命，所以中产阶级和资产阶级被排除在杜马的选举之外，这一决定遭到了立宪民主党中间派的强烈谴责。
布尔什维克将西伯利亚选出的杜马看作是对其在西伯利亚的主权权力的破坏，因此拒绝参加这个西伯利亚地区杜马的选举并拒绝承认杜马的合法性。
由于保皇党右派被排除在杜马外，中间派受到迫害，布尔什维克对杜马进行抵制，此时的西伯利亚地区杜马由切尔诺夫的社会革命党主导。
布尔什维克在彼得格勒夺取政权后，1917年12月7日在托木斯克召开了全西伯利亚代表特别大会。这个由社会革命党主导的大会拒绝承认布尔什维克政权的合法性和其颁布的法令，并在12月15日的一次会议上呼吁召开一个"社会主义的 “西伯利亚地区杜马会议”，并任命了一个对杜马负责的西伯利亚临时委员会，它将“作为临时政府之功能”，杜马会议的召开时间定在1918年1月8日。
结果，杜马会议无法按在大会规定的日期如期召开，因为没有达到法定人数，其要求至少有三分之一的代表，即93人出席。许多代表已经被当地布尔什维克逮捕；其他代表未能到达托木斯克参加会议。
三周后，在1月28-29日的晚上，大约40名代表被召集后成功举行会议。他们选出了一个被称为西伯利亚自治临时政府（PGAS）的政府，由年轻的社会革命党人皮奥特·德尔伯任主席，社会革命党的阿卡迪·克拉科维茨基上校被任命为战争部长；他的任务是在西伯利亚镇压布尔什维克的叛乱。
在临时政府的20位部长中，只有6位出席了1月28-29日的会议。有两人被关在布尔什维克的监狱里，其余的人则在西伯利亚或华北各地，并缺席会议。其中一些人，包括德尔伯，逃到了远东；其他人则躲了起来。

## 1918年的政变
白军部分实权派将领不愿受制于社会革命党人的政府。这导致了1918年6月在鄂木斯克进行的会议，随后6月30日宣布成立一个新的临时政府，该会议后来被称为西伯利亚临时政府（PSG）。其主席是外交部长P.V·沃洛戈德斯基。除沃洛戈茨基外，部长会议还包括内政部长V.M·克鲁托夫斯基、事务部长M.B·沙蒂洛夫、财政部长I.A·米哈伊洛夫和司法部长G.B·帕图申斯基。
社革德伯政府不愿意承认这次政变的结果。6月29日，在符拉迪沃斯托克举行了一次会议，并宣布改名为西伯利亚临时自治政府（符拉迪沃斯托克）。
几天后，鄂木斯克和符拉迪沃斯托克的政府发布互不承认的声明。首先，1918年8月4日，鄂木斯克政府发表声明：“从此以后，除了西伯利亚临时政府 (鄂木斯克)之外，其他任何政权都不得在西伯利亚境内行使权力”。几天后，即1918年8月8日，德伯政府发表《西伯利亚自治州临时政府宣言》，并“通知俄国的友好国家，盟国和中立国，6月29日。1918年，它宣布承担了西伯利亚的政权的权力和应有义务”。
除发表互不承认声明外，符拉迪沃斯托克没有其他反击手段。西伯利亚军队支持鄂木斯克政府。德伯本人在宣布成立“西伯利亚自治临时政府”后不久就辞去了政府中职务，离开了符拉迪沃斯托克。1918年10月，西伯利亚临时政府（符拉迪沃斯托克）解散，承认全俄临时政府的权威。

## 延伸阅读
- Гинс Г. К.  1. Пекин: Русская Духовная Миссия. 1921 （俄语）.
- Гинс Г. К.  2. Пекин: Русская Духовная Миссия. 1921 （俄语）.
- Журавлёв В. В. Рождение Временного Сибирского Правительства: из истории политической борьбы в лагере контрреволюции // Гражданская война на востоке России. Проблемы истории : сборник. — Новосибирск: Новосиб. гос. ун-т, 2001. — С. 26−47. Архивировано 17 10月 2007 года.
- Луков Е. В. Индивидуальные законодательные акты сибирских правительств как источник для изучения их политической и социально-экономической программы // Проблемы  истории  Кузбасса : Материалы  научно-практической  конференции. — Прокопьевск, 2002. — С. 30−35. Архивировано 17 10月 2007 года.
- Шишкин В. И. Из истории Временного правительства автономной Сибири (1 июля — 21 сентября 1918 г.) // История белой Сибири. Материалы VII Международной научной конференции (Кемерово, 28-29 сентября 2009 г.). — Кемерово, 2009. — С. 55-61.